# ودافون مصر
ودافون مصر (انگلیسی: Vodafone Egypt) شرکت مخابرات مصری است، که در سال ۱۹۹۸ تأسیس شد.